# Gouvernement de transition de 1839
Monarchie de Juillet
Gouvernement Louis Mathieu Molé II Gouvernement Jean-de-Dieu Soult II
Le gouvernement Adrien de Gasparin du 31 mars 1839 au 12 mai 1839, ou ministère de transition de 1839, douzième ministère de la monarchie de Juillet, est constitué le 31 mars 1839. Il compte 7 ministres et ne comporte pas de président du Conseil. Il cesse ses fonctions le 12 mai 1839

## Constitution
La coalition qui s'est formée pour renverser le deuxième ministère Molé s'avère incapable de faire émerger en son sein une majorité de gouvernement. Louis-Philippe Ier songe d'emblée au maréchal Soult, qu'il avait vainement tenté d'associer à Louis-Mathieu Molé pour sauver le cabinet de ce dernier, « manche brillant auquel on peut au besoin adapter des lames de toute forme et de toute trempe », dont la plasticité politique lui permettrait tout aussi bien d'être associé à ceux qui l'ont renversé.
Le maréchal essaie en vain de mettre sur pied un ministère réunissant les trois principales têtes de la coalition : Adolphe Thiers (centre gauche), François Guizot (centre droit) et Odilon Barrot (gauche dynastique). Des négociations interminables se prolongent jusqu'au 15 mars 1839 et débouchent sur un constat d'échec : Thiers veut cantonner étroitement Guizot, Guizot ne veut pas « devenir ministre en sous-ordre, par la grâce de la gauche », et Barrot préfère rester à l'écart du gouvernement faute d'obtenir l'assurance de faire passer la réforme du cens électoral et l'abrogation au moins partielle des lois de septembre 1835.
Devant le refus obstiné des doctrinaires, Guizot et Duchâtel, Soult cherche ensuite à bâtir une combinaison de centre gauche, dont Thiers serait l'homme fort. Thiers formule ses conditions en huit points : rupture claire avec le ministère Molé, maintien des lois de septembre, pas de réforme électorale, conversion des rentes, loi sur l'état-major de l'armée, liberté pour les ministres de changer les agents de leur département, statu quo en Belgique, pas d'intervention armée « dans l'état présent de l'Espagne » mais « dans le cas d'incident grave, le cabinet se réserve la liberté de ses résolutions ». Ce dernier point est inacceptable pour le roi, et Thiers, qui a déjà dû démissionner de la présidence du Conseil sur la même question, ne l'ignore pas. Les négociations tournent tour le 24 mars.
Devant l'impossibilité de former un ministère, le roi doit signer une ordonnance reportant au 4 avril l'ouverture de la session parlementaire, prévue initialement le 26 mars. Le 25 mars, le roi fait appel au duc de Broglie pour essayer de reconstituer la combinaison du 11 octobre 1832 avec Guizot et Thiers. Là encore, Thiers fait échouer la combinaison en posant des conditions inacceptables pour Guizot (notamment l'élection de Barrot à la présidence de la Chambre des députés).
Pour tenter de contourner l'intransigeance de Thiers, le roi le fait venir le 29 mars et lui offre une grande ambassade pour qu'il s'éloigne quelque temps de la scène parlementaire. Mais Thiers se pose aussitôt en martyr et toute la gauche vole à son secours, accusant le roi de rendre impossible toute solution par ses manœuvres et agitant le spectre de 1830 : « La guerre est engagée entre la cour et le pays, le bon plaisir et la Charte, le gouvernement occulte et le gouvernement parlementaire. »
Le 31 mars, Louis-Philippe doit donc se résoudre à constituer un ministère de transition, formé de personnages relativement incolores politiquement, pour pouvoir ouvrir la session parlementaire et laisser la situation se décanter. Les nouveaux ministres n'ont accepté leurs portefeuilles que « sous la condition expresse de cesser leurs fonctions aussitôt qu'un ministère définitif serait formé ».
Le roi nomme ainsi le duc de Montebello aux Affaires étrangères, Gasparin à l'Intérieur, au Commerce et aux Travaux publics, Girod de l'Ain à la Justice et aux Cultes, le général Despans-Cubières à la Guerre, Tupinier à la Marine, Parant à l'Instruction publique et Gautier aux Finances.

## Composition
- Ministre de l'Intérieur : Adrien de Gasparin
- Ministre des Affaires étrangères : Louis Napoléon Lannes
- Ministre de la Justice et des Cultes : Amédée Girod de l'Ain
- Ministre de la Guerre : Amédée Despans-Cubières
- Ministre des Finances : Jean-Élie Gautier
- Ministre de la Marine et Colonies : Jean Tupinier
- Ministre de l'Instruction publique : Narcisse Parant
- Ministre des Travaux publics, de l'Agriculture et du Commerce : Adrien de Gasparin

## Fin
Le gouvernement de transition prend fin avec la constitution du deuxième ministère Soult le 12 mai 1839. 

### Sources
- Guy Antonetti, Louis-Philippe, Paris, Fayard, 1994  (ISBN 2-213-59222-5)
- Benoît Yvert (dir.), Premiers ministres et présidents du Conseil depuis 1815. Histoire et dictionnaire raisonné, Paris, Perrin, 2002  (ISBN 2-262-01354-3)